# 达来县

达来县在特里普拉邦的位置

达来县是印度特里普拉邦所辖的一个县，位于该邦中部。该县面积2,523km²，总人口378,000（2011年）。县治位于安巴萨（Ambassa）。

## 水文
县内有河流古姆蒂河。